# Dover
 For alternative betydninger, se Dover (flertydig). (Se også artikler, som begynder med Dover)
Dover er en by i Kent i det sydøstlige England ved Doverstrædet i den Engelske Kanal. Byen har ca. 31.000 indbyggere, og er det vigtigste overfartsted til Frankrig med henholdsvis skib og gennem Eurotunnelen.
Byen er kendt for sine hvide klipper og borgen Dover Castle. I byen findes også Dover Museum. En stor del af byens indtægter kommer fra byens havn samt turisme.